# Fontvieille (Monaco)
Fontvieille er den sydligste quartier i Fyrstendømmet Monaco. Bydelen blev udviklet af den italienske arkitekt, Manfredi Nicoletti, mellem 1970'erne og 1990'erne, men planlagt og udtænkt af den ligeledes italienske ingeniør Gianfranco Gilardini.

## Baggrund
I kontrast til de andre quartiers Monaco-Ville, Monte Carlo og La Condamine i Monaco blev Fontvieille opført (efter ingeniør Gianfranco Gilardinis planer) næsten udelukkende på inddæmmet land, og repræsenterer dermed en af de yngre dele af fyrstendømmet. Bydelen blev opført for at bekæmpe den kroniske mangel på plads i det ekstremt befolkningstætte land, og arbejdet på bydelen blev påbegyndt i 1966 ved at skabe ny plads i Middelhavet sydvest for Monaco-Ville. I 1981 lagde den daværende kronprins Albert (siden 6. april 2005 Albert 2., fyrste af Monaco) grundstenen for det nye quartier.
Fontvieilles eksistens relaterer i stort omfang til Rainier 3. af Monaco, som havde et omdømme som en fyrste, der igangsatte mange bygningsprojekter.
I slutningen af 2009 blev planer om at udvide Fontvieille præsenteret og overset af Albert 2. Planerne gik på at skabe en ny ring ud fra klippens vestlige side for at inddæmme et mindre område på 5,3 hektar. Området skulle stå færdigt i 2015, men er endnu ikke blevet realiseret. Området skulle have inkluderet tre til fire nye hoteller, kontorlokaler, butikker og lejligheder til mellem 600 og 800 indbyggere.

## Geografi
Fontvieille repræsenterer den sydvestlige del af bystaten, og bydelen har et område på 33 hektar. Befolkningstallet pr. 2008 var 3.602 indbyggere. Omtrent fire hektar i Fontvieille udgøres af Fontvieille og Roseraie Princesse Grace, en rosenhave opkaldt efter Grace Kelly, prinsesse af Monaco gennem sit ægteskab med Rainier 3., fyrste af Monaco.
En del af Fontvieilles sydlige grænse udgøres også af grænsen til Frankrig, hvor Didier Deschamps Stadium og Cap d'Ail er beliggende inden for kort afstand.

## Sport
Stade Louis II, som er hjemsted for fodboldklubben AS Monaco F.C. (en af de mest succesfulde fodboldklubber i den franske nationalliga), er beliggende i Fontvieille. Bydelen har også en mindre indendørs sportsarena kaldet Salle Gaston Médecin, hvor AS Monaco Basket spiller.
Monacos eneste racerhold, ROKiT Venturi Racing, som er med i FIA Formula E Championship, er baseret i bydelen.

## Landemærker
Bydelen huser også Monaco Heliport, som er Monacos eneste adgang til luftfart, og har jævnlige ture mellem Nice Lufthavn (som igen har direkte forbindeler med Dubai, London, New York og andre vigtige europæiske destinationer).
Monacos automobilmuseum, Musée de l’automobile de Monaco, er beliggende på Terrasses de Fontvieille. Frimærke- og møntmuseet, Musée des timbres et des monnaies de Monaco, er også beliggende i bydelen, og udstiller bystatens valutaer så langt tilbage som 1640'erne.
Bil- og motorfabrikanten Venturi er også beliggende i bydelen, samt deres datterselskab Voxan Motors, der producerer motorcycler.

## Bemærkelsesværdige indbyggere
- David and Frederick Barclay, Engekske entreprenører[12]
- Ken Bates, Engelsk hotelindehaver[13]
- Björn Borg, Svensk professionel tennisspiller[14]
- David Coulthard, Skotsk racerkører[13]
- Nicolas Ioannou, Cypriotisk erhvervsmand[15]
- Firoz Kassam, Tanzaniansk entreprenør[13]
- Ken McCulloch, Engelsk hotelindehaver[13]
- Max Verstappen, Hollandsk racerkører[16]